# Pedro Aicart
Pedro Aicart (Chulumani, 21 febbraio 1952 – Trujillo, 28 luglio 2013) è stato un calciatore peruviano, di ruolo attaccante.

## Carriera
Militò nel Barcellona senza mai esordire in prima squadra. Giocò nella Liga con il Málaga.